# Senzeilles
Senzeilles, (en wallon Sinzêye) est une section de la commune belge de Cerfontaine, située en Wallonie dans la province de Namur.

C'était une commune à part entière avant la fusion des communes de 1977.

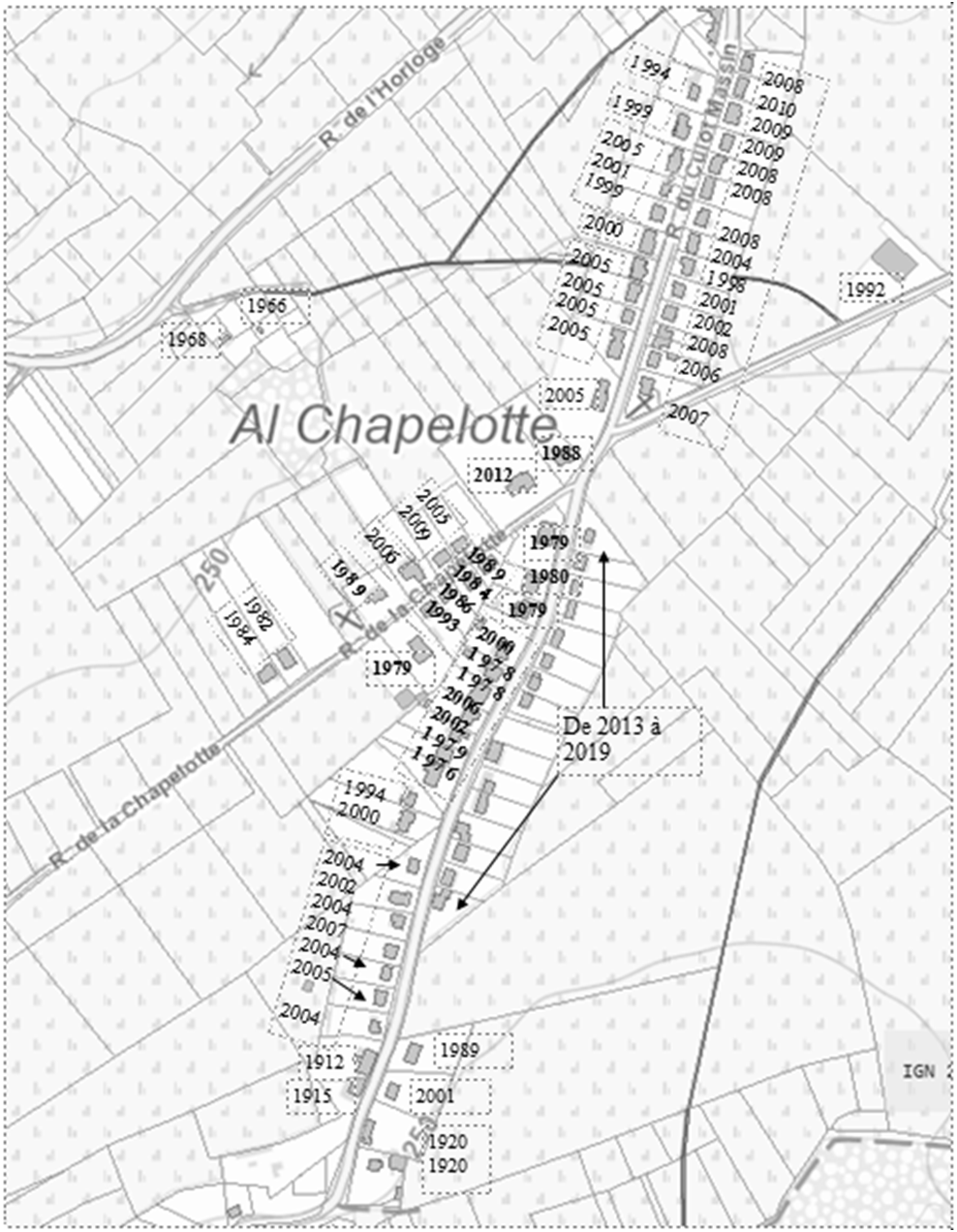

Ramassé sur lui-même, le bourg s'étend au sommet d'une petite butte, au centre de prairies, à quelques centaines de mètres au nord d'un massif forestier important, sur la ligne de faîte des bassins de la Meuse (au sud) et de la Sambre (au nord). Un nouveau quartier a vu le jour à partir de 1904 suivant les archives du cadastre de Namur à l’époque de la construction de la gare et de la ligne 136A Senzeilles-Florennes (la ligne de chemin de fer 132 Charleroi-Vireux existait depuis le 8 juin 1854, date de l'inauguration, mais il n’y avait jusqu’alors, pas d’arrêt dans le village). Depuis 1978 et jusque 2020, de nombreuses maisons ont été construites entre l’ancienne gare et le centre, avec pour conséquence un habitat continu dans cette direction.

## Étymologie
En 1016, Sencile ; en 1066, Sencelia ; en 1113, Senzeley et Senzilia ; en 1166, Sencelia et Senzelia.
'Senzeilles' a quatre étymologies possibles : petit buisson épineux (latin *senticellia, diminutif de sentis « buisson épineux ») ou petite Chinelle (latin *Sinnicellia, de *Sinna ancien nom du cours d'eau de la Chinelle) ou [forge] de (suffixe -ia) Senzilo, anthroponyme germanique (?) ou viendrait de la langue celtique, de sai forêt, de nès près de, et de "sale, seel, zelle propriété ou habitation et signifierait une propriété près d'une forêt, ce qui correspond le mieux à la situation de Senzeilles.

## Géographie

### Situation
Le village est borné au nord, par Soumoy et Villers-deux-Églises ; à l'est, par Neuville ; au sud par Frasnes-lez-Couvin et Boussu-en-Fagne, et à l'ouest par Cerfontaine.

### Altitude
L'altitude au seuil de l’église est de 253 m. Le plus haut point du village se situe près de la taille Gosset suivant la carte IGN de Senzeilles et culmine à 295 m.

## Évolution démographique
- Source: DGS, 1831 à 1970=recensements population, 1976= habitants au 31 décembre

## Histoire
L'origine antique de Senzeilles ne fait aucun doute car on a trouvé dans un dépôt de scories de fer dans les bois une médaille grecque en argent de la fin du IVe siècle av. J.-C. ou début du IIIe siècle av. J.-C..
La localité était déjà habitée à l'époque romaine: on a découvert, en 1907, une villa belgo-romaine incendiée vers 250 par des rôdeurs francs.
Le village appartient d’abord aux Rumigny-Florennes. Ensuite en 1075, Arnould II de Morialmé reçoit les 3/4 de Senzeilles et un 1/4 à Godefroid IV de Rumigny-Florennes. En 1113, Arnoud III de Morialmé donne les 3/4 du village à l’abbaye Saint-Nicaise à Reims, où il prend l’habit religieux. Par la suite, le fils de Pétronille de Rumigny-Florennes, Simon de Secelia de Thiméon (1/4 de Senzeilles) se maria avec sa cousine Emma de Morialmé, héritière de l'avouerie des biens de l'abbaye de St Nicaise à Senzeilles (c'est-à-dire les 3/4 de village). Leur fils Henri devint seigneur de Senzeilles et la souche des sires du lieu.
Cette famille noble (baron du Hainaut) qui porte le nom du village du XIIe au XVIe siècle jouera un rôle important dans la région. La plupart de ses membres occupent des postes en vue, tant sur le plan civil que militaire ou religieux, en Hainaut, à Liège dans le comté de Namur et jusqu'en Angleterre, où ils ont suivi Philippa de Hainaut, qui, en 1328, avait épousé le roi Édouard III.
Le château, dont il subsiste trois tours d'angle, une terrasse et l'habitation surmontée d'une tour centrale, joua un rôle non négligeable de défense avant le XVIe siècle. À son pied se dresse le beau bâtiment en pierre de la ferme de la Basse-cour. Fin juin 1554, 300 hommes de troupe, envoyés à Mariembourg pour défendre cette place contre l’attaque d’Henri II, roi de France, arrivent trop tard et se retirent à Senzeilles. Le prince-évêque de Liège estime que la garnison de Thuin serait « plus nécessaire à ce pauvre peuple d’Entre-Sambre-et-Meuse étant mise à Walcourt et à la Thour de Senseille ».
Après la famille des de Senzeilles, d'autres familles importantes prendront le titre de baron de Senzeilles : les de Lannoy puis les de Croÿ.
À partir des successeurs de Charles de Croÿ, la terre de Senzeilles fut souvent saisie et mise en adjudication à des fermiers chargés de gérer la seigneurie pour les créanciers. Les seigneurs n'avaient plus qu'un titre honorifique.
Si le village passe en 1706 dans la famille des ducs d'Orléans, il était déjà devenu français au traité de Nimègue en 1678. Presque cent ans plus tard, en 1772 exactement, il devient liégeois jusqu'en 1793, date à laquelle Senzeilles est le siège d'une administration municipale de canton du district de Couvin dans le cadre du département des Ardennes, comprenant les communes de Cerfontaine et Neuville.
Les différents seigneurs du lieu ont été successivement :
1. La Maison de Florennes, ensuite Florennes et Morialmé (1/4 et 3/4), puis les seigneurs qui suivent et l'abbaye de Reims au Moyen Age.
2. Senzeilles (1163 - vers 1450)
3. Lannoy (vers 1450-1570)
4. Chimay : Croÿ, Arenberg, puis Hénin-Liétard (1570-1706)
5. Orléans (1706-1789)
6. Simonis (de Verviers) (1789-1793)[14]

Le château de Senzeille (sic) et son vaste domaine boisé fut acheté par le comte Ferdinand de Meeûs en 1836. Le 15 janvier 1851, Ferdinand revendait le château, le moulin et 11 hectares de prés et de bois ceinturant le manoir à Léopold de Sébille pour 400 000 Francs. Le restant du domaine forestier, coupé par le chemin de fer entra alors par héritage dans le patrimoine des comtes de Bruneteau de Sainte-Suzanne.
L'église est complètement ruinée le 18 juillet 1835 à la suite de l'incendie qui a ravagé le centre du village, dont les maisons étaient couvertes de paille.
En 1944, l’ennemi attaque le maquis du lieu dont 11 hommes seront pendus par les pieds à Breendonk, ainsi que Julien Lehouck, un des responsables, tandis que 59 autres personnes sont arrêtées dans les environs.
Depuis le 1er janvier 1977, le village fait partie de l'entité de Cerfontaine.

## Héraldique
|  | Blasonnement : Parti ; au un, écartelé aux un et quatre d'argent à trois fasces de gueules, qui est de Croÿ ; aux deux et trois d'argent à trois doloires de gueules, les deux en chef adossées, qui est de Renty ; au deux, vairé en chevron d'argent et d'azur chargé d'un chevron de gueules, qui est de Senzeilles - Arrêté royal : 24 mai 1960 |

## Liste des bourgmestres de 1830 à 1977
- Julien Lehouck, de 19?? à 1944.
- Simonne Gerbehaye, de 1946-1973, (PSC).

## Patrimoine et culture

### Patrimoine architectural
- L'église Saint-Martin de style néo-gothique à trois nefs, a été construite de 1860 à 1862 par Louis Pêche sur les conseils de l'architecte Sylvain Piret de Silenrieux[19] mais la façade et la tour ont été construites de 1867 à 1870 par Joseph et Alexis Charmane et Nicolas Massard d'Yves-Gomezée sur les conseils de l'architecte Schadde[20]. Après un incendie de l'ancienne église, elle est un des 235 sanctuaires de Wallonie dédiés à saint Martin, évêque de Tours († 397). Derrière l'autel se trouve la pierre tombale de Marie d'Orjo († 1617), épouse de Toussaint de Robaulx, père des premiers seigneurs de Daussois et de Soumoy, bailli d’Entre-Sambre-et-Meuse et mayeur de Cerfontaine [21]. Il y a 9 autres pierres tombales derrière l'autel, principalement de prêtres ou vicaires de Senzeilles[22].
- Château de Senzeilles. Ensemble principalement du XVIe siècle. Il fut la propriété de la famille de Senzeille issue des Morialmé, puis des Lannoy et des Croy, princes de Chimay, qui y établirent leurs baillis[23].
- Une croix d'occis datée de 1642 se trouve dans la rue Basse, en face de la ferme de la Basse-cour. Cette année-là, les Français pillent et incendient le village et tuent sept habitants[24].
- L’horloge astronomique, due à un autodidacte, Lucien Charloteaux (1870-1958).

- Chapelle de la Croix Gillot, au lieu-dit Croix Gillot. (1703)[25].

- Une plaque commémorative apposée dans la cour de l'école de la rue du Cornet rappelle le souvenir de deux Senzeillois décédés au Congo à la fin du XIXe siècle. À l’entrée du château, un autre plaque commémorative rappelle le souvenir de Mme Lehouck, née Gerbehaye (1899-1987), rescapée de Ravensbruck, sénatrice et bourgmestre du village.
- La Place verte bordée d'arbres anciens.
- La carrière du Beauchâteau, site d'archéologie industrielle, avec un pan de marbre d'une vingtaine de mètres de hauteur.

## Économie
On a extrait à Senzeilles un marbre rouge, notamment à la carrière du Beauchâteau (site classé en 1992).
L’essentiel des terrains qui affleurent dans la région de Rance-Philippeville date du dévonien et correspond à des dépôts formés dans une mer qui a envahi la Belgique. Le climat de la région est alors chaud, de type équatorial et l’on assiste à l’épanouissement de récifs coralliens. (Dévonien moyen : 370 à 360 millions d’années : étages couvinien et givétien) ; dévonien supérieur : 360 à 345 millions d’années : étages frasnien et famennien)
Ces récifs coralliens sont des accumulations d’organismes qui, au Beauchâteau, se présentent sous la forme d’un dôme. Ce dernier offre une variété de structures et de couleurs qui correspondent à la construction du récif. Au sommet, couche de terre, couche de sédimentations : schistes et calcaires ; puis de haut en bas, Gros Rouge, Rouge Royal supérieur, Marbre gris, Rouge Royal byzantin, Rouge Royal foncé, Royal rosé, Griotte, Griotte fleurie.
C'est dans ce site qu'eurent lieu les premiers essais d'utilisation du fil hélicoïdal, en 1874.
Les roues supportant ce fil sont toujours en place et des morceaux de fil traînent sur le sol. Une tranche de marbre a été détachée de la masse et sa base a été taillée en coin. Il ne restait plus qu'à scier cette base et à abattre la tranche. On peut voir aussi un plan incliné : il permettait de remonter les masses lorsqu'un nouveau niveau de base d'exploitation devait être établi.
Sur le chantier, les blocs de marbre étaient ensuite débités en tranches par une batterie de fils fixes. Des blocs de marbre prêts à être sciés sont restés dans la carrière.
Cette carrière, classée le 12 août 1992 par un Arrêté ministériel de la Région Wallonne, offre un aspect particulièrement didactique.
La carrière de Beauchâteau appartenant à la communauté du village fut exploitée à partir de 1766 et s'appelait à l'époque le terne Tibiauchateau. Elle n'aurait pas été louée de 1789 à 1848 pour ensuite connaître son heure de gloire jusqu'en 1952 officiellement.
La création du chemin de fer de l'Entre-Sambre-et-Meuse dans les années 1850 a nécessité le creusement d'un tunnel (et d’un deuxième en 1911, finalement bouché en 1976). Ces travaux ont mis au jour un bel affleurement de schiste qui permettait une bonne observation du contact du frasnien et du famennien. Vers 1970 existait un panneau explicatif : Limite biostratigraphique et lithographique de deux étages géologiques
Un atelier de fabrication mécanique a été créé par Felix Gerbehaye en 1884 au lieu-dit Moulin Lauvau. Ensuite, il s'installa en 1904 au lieu-dit Les Vaux en face de la gare en construction. Sa spécialité était la construction de machines pour le travail du marbre. L'usine fonctionna jusque 1980.
Il y a eu 4 ateliers de maroquinerie à Senzeilles : celui de la famille Morlie de 1931 à 1963 ; celui de Jules Deville de 1949 à 1966 ; celui de Vanderelst de 1966 à 1975 et celui de Georges Charloteaux de 1968 à 1990.

## Personnalités
- Charles de Lannoy, né à Valenciennes en 1482 et mort à Gaète (Italie) en 1527, est le seigneur le plus célèbre de Senzeilles. Issu de deux des plus grandes familles hennuyères de son temps, il est le fils d’un Lannoy et d’une Lalaing,Charles de Lannoy est célèbre pour avoir reçu la reddition de François Ier, roi de France, lors de la bataille de Pavie (24 février 1525), après l’avoir sauvé d’une mort certaine sous les coups des mousquetaires espagnols.
  - Son grand-père, Antoine de Lannoy († 1465), avait épousé Jeanne de Ville, dame de Senzeilles et d’Erquelinnes. Il portait le titre de seigneur de Senzeilles, alors enclave hennuyère entourée de terres liégeoises, reçu à la mort de son père avec la seigneurie d’Erquelinnes. Son mariage en 1510 l’avait fait seigneur de Steenockerzeel, mais il restait pour tous le seigneur de Senzeilles.
- Lucien Charloteaux (1870-1958), constructeur de l'horloge astronomique.
- Julien Lehouck, athlète, industriel à Senzeilles, conseiller communal en 1932, échevin en 1938, empêché en 1940 (non rentré d'exode en juin) [17], exécuté au Fort de Breendonk en 1944.
- Simonne Gerbehaye  (1899-1987), épouse de Julien Lehouck[31], rescapée de Ravensbruck, 1re femme sénateur[32].
- Albert Jamme (1916-2004), Père blanc. Docteur en philologie et histoire orientales, spécialiste des civilisations pré-musulmanes, il a participé à de nombreuses fouilles au Yémen et à Oman. Il a été notamment conseiller épigraphique du Gouvernement de l'Arabie Saoudite en 1968-1969 avec 3 expéditions scientifiques. En 1955, « Research Professor » dans le département des langues orientales à l’Université catholique de Washington, et en 1978, vice-président de The American Foundation for the Study of Man[33].
- Le général Paulin Devaux (1895-1974) fut une personnalité remarquée et courageuse lors des 2 guerres mondiales[34]. Il participe à la campagne des 18 jours. Prisonnier, il s’échappe du camp de Béverloo et quitte le territoire le 7 août 1940 pour arriver en Espagne et y être interné le 9 mai 1941. Libéré le 23 décembre suivant, il rejoint les Forces belges en Grande-Bretagne le 7 mars 1942 Il participe à la campagne de 1945 jusqu’à Weimar à la tête du 5e bataillon de fusiliers rattaché à la 1re Armée américaine[35].
- François Brouers (1915-2003), Docteur en philosophie et lettres, fut spécialiste de paléontologie et de langue orientale. Il était une personnalité de paix en devenant le vice président de l'Union Belge pour la défense de la paix[36]